# George Barker Jeffery
George Barker Jeffery   (Londres, 9 de maig de 1891 - Londres, 27 d'abril de 1957) va ser un físic i matemàtic anglès.

## Vida i Obra
Jeffery va ser educat a diferents escoles de Londres fins que el 1909 va entrar al University College de Londres. El 1912 va ser nomenat assistent de L.N.G. Filon al University College. Quan Filon va ser mobilitzat per la Primera Guerra Mundial, Jeffery es va convertir en el responsable del departament de matemàtiques aplicades amb només 23 anys. Jeffery era quàquer i, per tant, objector de consciència, motiu pel qual va ser empresonat breument el 1916.
El 1919, acabada la guerra i Filon retornat, va tornar a ser el seu assistent al University College. El 1922 va ser nomenat professor del King's College de Londres, però només hi va estar dos cursos perquè el 1924 va tornar al University College com a professor titular. Durant la Segona Guerra Mundial va asumir les tasques administratives del University College traslladat a Bangor (Gal·les). En acabar la guerra, va ser nomenat director del Institut d'Educació de la universitat, càrrec que va mantenir fins a la seva mort el 1957.
Entre 1912 i 1929, Jeffery va publicar una vintena d'articles científics de física matemàtica i un llibre de text: Relativity for Physics Students (1924). Els seus articles van ser sobre el camp gravitacional de l'electró i sobre dinàmica de fluids.
A partir de 1929 es va centrar en temes educatius i de didàctica i, mentre va ser director de l'Institut d'Educació, va fer diversos estudis sobre la situació de l'educació a l'Àfrica Occidental Britànica.